# Constantin Mihaiu
Constantin Mihaiu (n. 15 ianuarie 1891, Ictar – d. iunie 1945 Lugoj) a fost un deputat în Marea Adunare Națională de la Alba Iulia, organismul legislativ reprezentativ al „tuturor românilor din Transilvania, Banat și Țara Ungurească”, cel care a adoptat hotărârea privind Unirea Transilvaniei cu România, la 1 decembrie 1918.

## Date biografice
A urmat studiile la Preparandia din Arad. A absolvit Institutul Teologic din Caransebeș.
A fost învățător în Ohaba-Forgaci, între anii 1902-1925 și preot la Jidioara.
După 1918 a fost dirijor de cor și îndrumător al unor formații de teatru.
A decedat la Lugoj, în iunie 1945.